# ワイルドダガー
ワイルドダガー (WILD DAGGER) とは、田宮模型（現・タミヤ）がリリースしていたモーターを2基搭載した四輪駆動のオフロードRCモデルである。ツインデトネーターの兄弟車。このモデルもやはりアメリカ合衆国で行われているスピード競技用のモンスタートラックをモチーフとしている。

## 概要
ツインデトネーターとの共通点
- シャーシ

全くの同一。ツインデトネーターを参照のこと。
ツインデトネーターとの相違点
- ホイール成形色

ワイルドダガーはシルバー、ツインデトネーターはホワイト。
- 車体

ワイルドダガーは2段ヘッドライトのトラックボディを低くマウント、ツインデトネーターはフォード系のものを高めにマウント。
- モーター

ワイルドダガーはマブチ製540SH、ツインデトネーターはジョンソン製540タイプ。
- ギアボックス

ワイルドダガーはユーザーによる組み立て、ツインデトネーターは工場完成。

## メカニズム
ツインデトネーターを参照のこと。

## その他関連項目
ツインデトネーターを参照のこと。

## 備考
現在この車両は絶版となっている。